# Geometría molecular de balancín

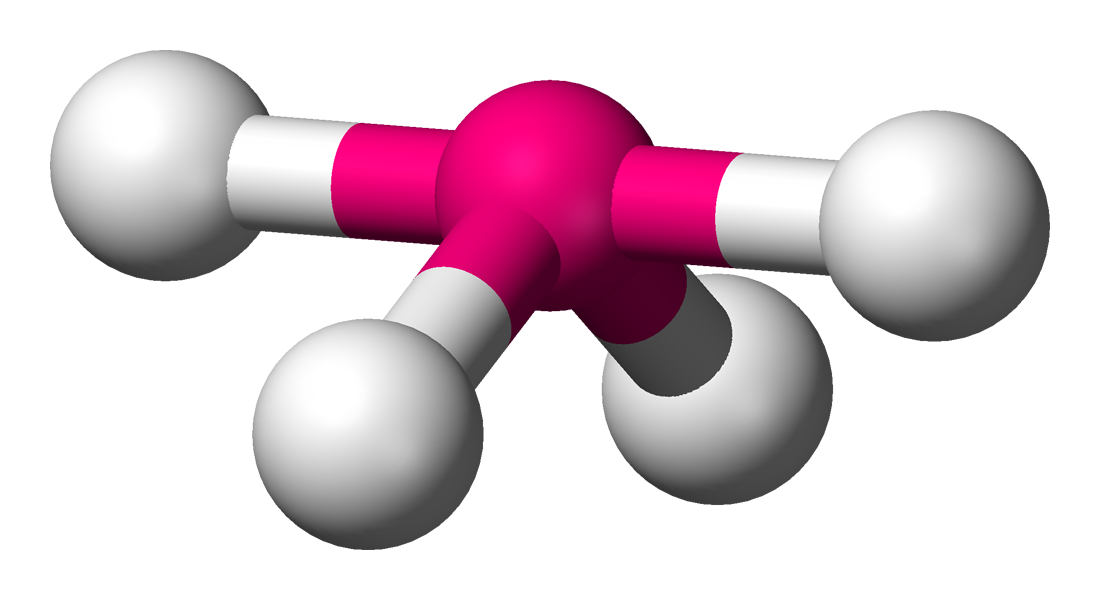
Modelo de bolas de una molécula con forma de balancín.

En Química, la geometría molecular disfenoidal o de balancín (trad. del inglés, seesaw molecular geometry) describe la disposición de cuatro átomos en torno a un átomo central con un par de electrones no enlazantes. La presencia de este par de electrones evita la existencia de una geometría molecular bipiramidal trigonal, ya que la repulsión originada altera los ángulos de enlace de los átomos cercanos, los cuales se disponen formando una figura parecida a la de un balancín. 

## Comportamiento
Las moléculas con geometría de balancín se comportan de forma similar a las moléculas bipiramidales trigonales, experimentando el mecanismo de pseudorrotación de Berry, por el cual los cuatro átomos externos giran sobre el átomo central.

## Ejemplos
Los siguientes compuestos tienen geometría molecular de balancín:
- Tetrafluoruro de azufre (SF4)
- Tetrafluoruro de selenio (SeF4)
- Tetrafluoruro de teluro (TeF4)
- IF2O2-
- IOF3
- ClF4+
- XeO2F2